# The Sex Life of the Polyp
The Sex Life of a Polyp is Amerikaanse korte film uit 1928.
De film werd geproduceerd door William Fox waarin dokter Robert Benchley zijn essay Het seksleven van een Poliep presenteert voor een damesclub. De film is in 2007 toegevoegd aan de National Film Registry voor preservatie.